# Choerophryne variegata
Espèce
Synonymes
- Hylophorbus variegatus Van Kampen, 1923
- Albericus variegatus (Van Kampen, 1923)

Statut de conservation UICN

 DD  : Données insuffisantes
Choerophryne variegata est une espèce d'amphibiens de la famille des Microhylidae.

## Répartition
Cette espèce est endémique de la province de Papouasie en Nouvelle-Guinée occidentale en Indonésie. Elle n'est connue que par l'unique spécimen collecté probablement dans la région de Merauke, dans le bassin du fleuve Digul,.

## Description
Le spécimen collecté mesurait 18 mm. Son dos était brun rouge avec des taches blanches et une marque sombre entre les yeux. Son ventre était blanchâtre.

## Publication originale
- Van Kampen, 1923 :  The Amphibia of the Indo-Australian archipelago, p. 1-304 (texte intégral).